# Tiberius Iulius Abdes Pantera

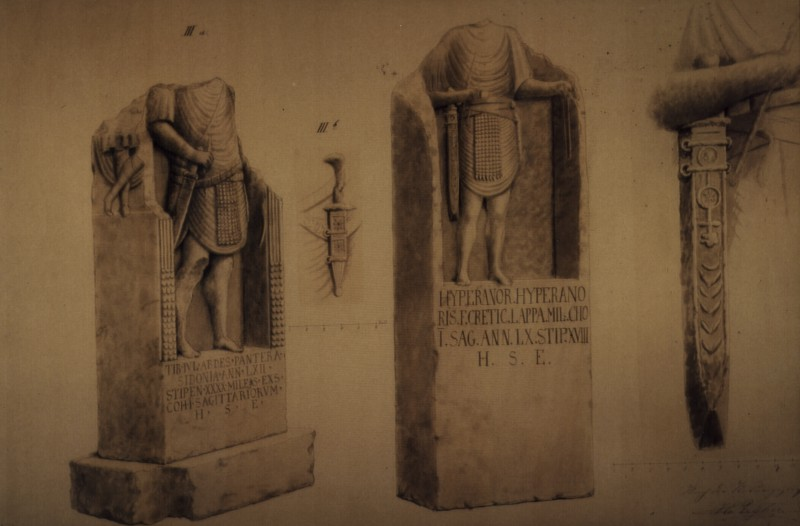
Pantera-Grabstein (links im Bild)

Tiberius Iulius Abdes Pantera (* um 22 v. Chr. in Sidon; † um 40 nahe dem heutigen Bingerbrück) war ein römischer Auxiliarsoldat, der sich in Germanien zur Ruhe setzte und dessen Grabmal im 19. Jahrhundert gefunden wurde. Er wird zuweilen mit der Panthera-Legende über die angebliche Abstammung des Jesus von Nazaret von einem römischen Soldaten in Verbindung gebracht.

## Leben

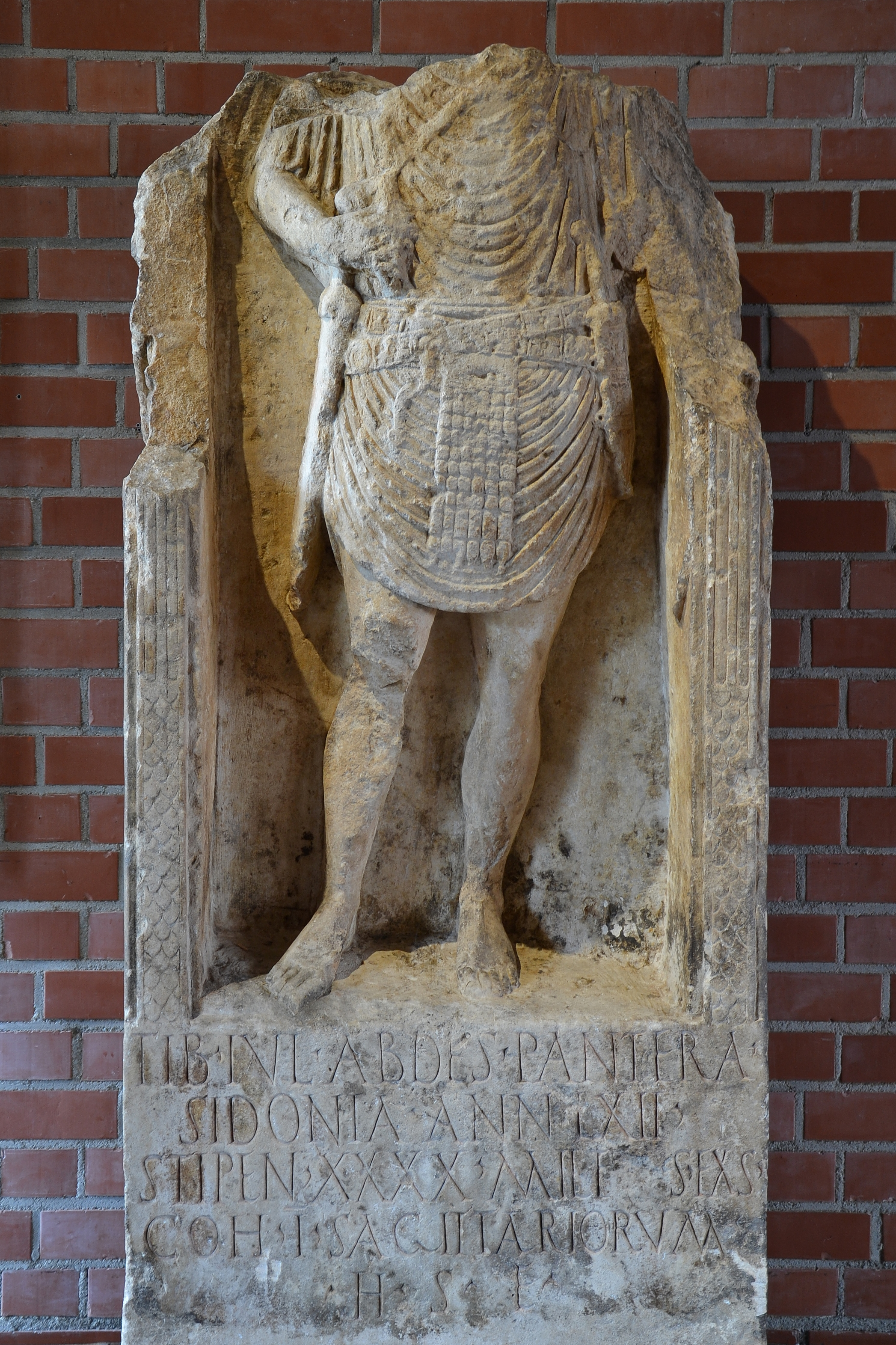
Grabstein des Tiberius Iulius Abdes Pantera in der Römerhalle (Bad Kreuznach)

Sämtliche gesicherten biographischen Informationen über Pantera stammen von seinem Grabstein, der im Jahre 1859 beim Bau einer Bahnstrecke in Bingerbrück entdeckt wurde. Hier befand sich eine der Nekropolen des römischen Bingium, in der zahlreiche Grabstelen von Soldaten gefunden wurden.
Ein Relief, das den größten Teil der Grabstele einnimmt, zeigt den Verstorbenen in leicht unterlebensgroßer Darstellung, stehend und in Uniform. Das Bildnis ist jedoch nur bis unterhalb des Halses erhalten, so dass die Gesichtszüge Panteras unbekannt sind.
Unterhalb des Reliefs befindet sich eine Inschrift, die den Lebenslauf Panteras beinhaltet:
Tib(erius) Iul(ius) Abdes Pantera
Sidonia ann(orum) LXII
stipen(diorum) XXXX miles exs
coh(orte) I sagittariorum
h(ic) s(itus) e(st)
Tiberius Iulius Abdes Pantera
aus Sidon, 62 Jahre alt,
diente 40 Jahre als Soldat
in der I. Kohorte der Bogenschützen
und liegt hier begraben.

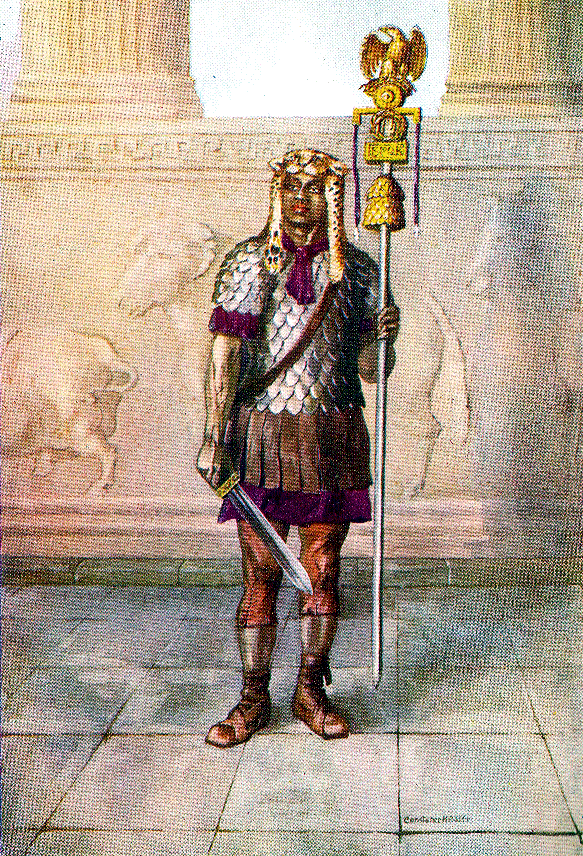
Darstellung eines römischen Standartenträgers mit dem Fell einer Raubkatze auf seinem Haupt.

Einige Autoren leiten aus der Abkürzung exs die Bezeichnung exsignifer (Ex-Standartenträger) ab, wozu der Name Pantera passen würde, denn der Standartenträger einer römischen Einheit trug bei offiziellen Anlässen ein Tierfell, in diesem Fall wäre dies das Fell einer Raubkatze gewesen.
Aus dem Text geht hervor, dass Pantera aus der phönizischen Stadt Sidon stammte und als Soldat in der Cohors I Sagittariorum, der 1. Kohorte der Bogenschützen, diente. Herkunft und Bedeutung seines syrischen Namens Abdes sind unklar; Pantera ist das lateinische Wort für griechisch Panthera. Die römischen Namen Tiberius Iulius wurden seinem ursprünglichen Namen vorangestellt, als er während der Regierungszeit des Kaisers Tiberius (14 bis 37 n. Chr.) nach Ablauf seiner regulären Dienstzeit das römische Bürgerrecht verliehen bekam. Dass die Dienstzeiten von Auxiliarsoldaten besonders in der frühen Kaiserzeit häufig deutlich länger als die regulären 25 Jahre dauerten und Bürgerrechtsverleihungen zu dieser Zeit üblicherweise an noch aktive Soldaten erfolgten und zeitlich nicht mit der Honesta missio (Entlassung) zusammenfallen mussten, hat unter anderem Géza Alföldy klargestellt und dabei auch ausdrücklich auf den Fall des Pantera verwiesen. Das Ende der 40-jährigen Dienstzeit Panteras muss daher nicht notwendigerweise vor das Jahr 37 datiert werden.
Von Adolf Deißmann, der die Panthera-Legende untersuchte und Belege für die Historizität dieses Namens sammelte, ist eine Notiz bekannt, wonach ihm der Althistoriker Alfred von Domaszewski mitgeteilt habe, dass die Cohors I Sagittariorum bis zum Jahre 6 in Syrien und anschließend in Dalmatien stationiert gewesen sein soll, bevor sie im Jahre 9 an den Rhein verlegt wurde. Damit ließe sich ein Teil von Panteras Lebensgeschichte ansatzweise nachvollziehen. Bestätigt werden konnten die Angaben zur Stationierung der Einheit bislang allerdings nicht, da die Quellen v. Domaszewskis in Deißmanns Notiz nicht genannt sind. Archäologisch ist nur gesichert, dass die Kohorte zumindest in der Zeit um 43 bis ca. 70 in Bingen in Garnison lag.
Allgemein wird heute eher bezweifelt, dass in der Zeit vor der Absetzung des Ethnarchen Herodes Archelaos und der römischen Provinzialisierung Judäas im Jahre 6 römische Truppen dauerhaft in den palästinischen Klientelreichen stationiert waren. Die Herodianer unterhielten eigene, aus jüdischen Freiwilligen und fremden Söldnern bestehende Truppen zur Aufrechterhaltung ihrer Herrschaft in den von ihnen regierten Gebieten. Allenfalls in Krisensituationen kamen Hilfstruppen des kaiserlichen Statthalters von Syrien auch in Palästina zum Einsatz (so etwa bei der Niederschlagung des Aufstands nach dem Tode Herodes des Großen im Jahre 4 v. Chr. durch Publius Quinctilius Varus, bei der die Stadt Sepphoris wenige Kilometer nördlich von Nazaret zerstört wurde).